# Hoří, má panenko
Hoří, má panenko je česko-italský hraný film režiséra Miloše Formana z roku 1967.

## Výroba
Původně se mělo natáčet na černobílý filmový materiál tak jako předešlé Formanovy filmy, režisér však dostal velkorysou možnost točit v barvě, čehož využil. Natáčelo se ve Vrchlabí; místní společenský sál, ve kterém se většina děje odehrává, zde stojí dodnes. Jedná se o poslední Formanův film natočený v Československu před jeho emigrací do USA.
Výrobu původně financoval významný italský producent Carlo Ponti, výsledek se mu ale natolik nezamlouval, že od projektu odstoupil a žádal své peníze zpět (formálně proto, že film nesplňoval domluvenou délku). Situaci zachránil francouzský producent Claude Berri, který koupil zahraniční práva na film, čímž potřebnou částku poskytl. Ponti mohl později jen litovat, protože snímek dosáhl velkého úspěchu.
Postavy ve filmu jsou ztvárněny převážně neherci z řad vrchlabských hasičů a dalšími místními obyvateli. Z předchozího natáčení si Forman přivedl další osvědčené neherce Jana Vostrčila, Josefa Šebánka a Miladu Ježkovou. Malou roličku zde měl také Miloslav Balcar, známá figurka z divadla Semafor.

## Hrají
- Jan Vostrčil, Josef Kolb, Josef Valnoha, Josef Šebánek, František Debelka, Jan Stöckl, Stanislav Holubec, Alena Květová, Antonín Blažejovský

## Děj
Děj se odehrává na tradičním hasičském bále. Většinu času pořadatelům zabírá příprava volby Miss, zejména vybírání adeptek. Mezitím se nenápadně ztrácejí ceny z připravené tomboly. Soutěž krásy skončí fiaskem a apel hasičů, aby lidé ukradené věci z tomboly vrátili, zatímco bude na chvíli zhasnuto, se pouze obrátí proti nim. Do nastalé vřavy se začne ozývat poplašná siréna – kdesi ve vesnici hoří. Když se vše uklidní a spáleniště už jen doutná, chce hasičský výbor alespoň svému dlouholetému předsedovi předat připravený čestný dar – ten ale někdo stihl ukrást rovněž.

## Obnovená premiéra
Film byl jako druhý český film v pořadí po Marketě Lazarové digitálně restaurován za podpory Nadace české bijáky. Uveden byl v roce 2012 na MFF v Karlových Varech a v září 2012 v distribuci kin.

## Ocenění
Film byl nominován na Oscara v kategorii nejlepší cizojazyčný film.